# سایک
سایک (به مجاری:  Szajk) یک شهرداری در مجارستان است که در ناحیه بوی واقع شده‌است. سایک ۱۱٫۴ کیلومتر مربع مساحت و ۸۰۳ نفر جمعیت دارد.